# Tibor Cselkó
Tibor Cselkó (Budapest, 8 maggio 1931) è un ex cestista ungherese.
Era il marito di Katalin Bárány.

## Carriera
Con l'Ungheria ha disputato i Giochi olimpici di Helsinki 1952 e due edizioni dei Campionati europei (1953, 1955).